# 566631 Svábhegy
566631 Svábhegy è un asteroide della fascia principale. Scoperto nel 2010, presenta un'orbita caratterizzata da un semiasse maggiore pari a 2,6461215 au e da un'eccentricità di 0,1001055, inclinata di 8,49357° rispetto all'eclittica.